# 三一学院巨庭

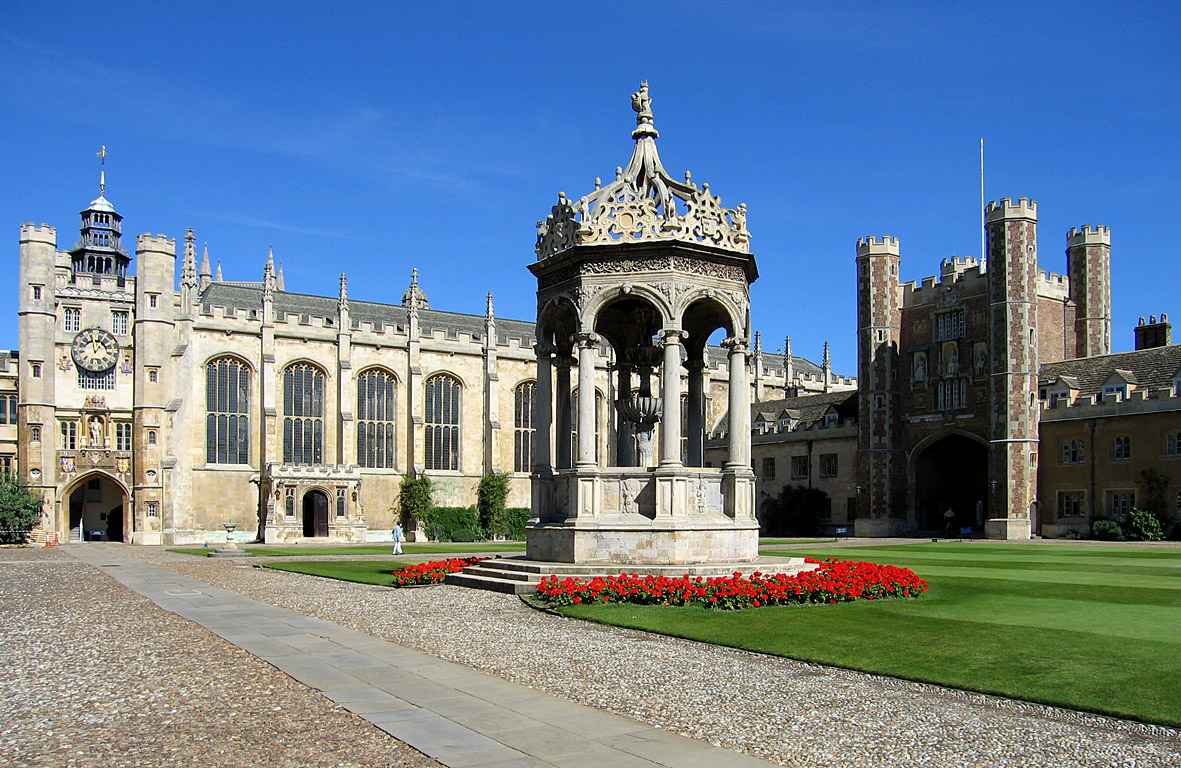
巨庭的国王门、礼拜堂、喷泉和大门

三一学院巨庭（Great Court）是剑桥大学三一学院的主要庭院，被称为欧洲最大的封闭庭院.

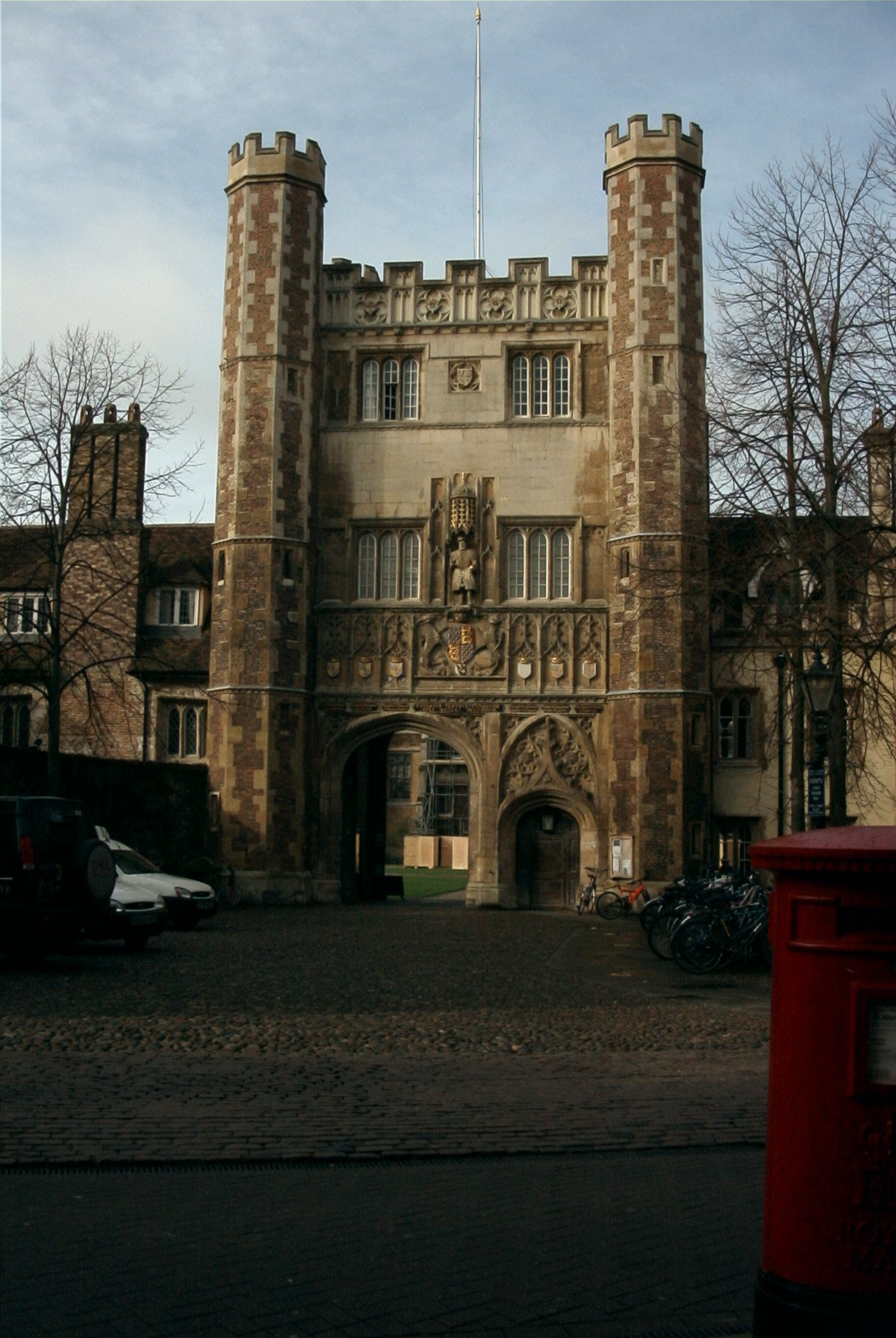
通往巨庭的巨门

巨庭由托马斯·纳维尔院长兴建于17世纪初。